# Claira
Claira är en kommun i departementet Pyrénées-Orientales i regionen Occitanien i södra Frankrike. Kommunen ligger i kantonen Saint-Laurent-de-la-Salanque som tillhör arrondissementet Perpignan. År 2022 hade Claira 4 801 invånare.

## Befolkningsutveckling
Antalet invånare i kommunen Claira
| Referens: INSEE |